# IC 19
IC 19 је елиптична галаксија у сазвјежђу Кит која се налази на листи објеката дубоког неба у Индекс каталогу.
Деклинација објекта је - 11° 38' 25" а ректасцензија 0h 28m 39,4s. Привидна величина (магнитуда) објекта IC 19 износи 14,1 а фотографска магнитуда 15,1. IC 19 је још познат и под ознакама MCG -2-2-24, MK 949, NPM1G -11.0018, PGC 1762.